# هلینا بلک لائوسن
هلینا بلک لائوسن (دانمارکی: Helena Blach Lavrsen؛ زادهٔ ۷ ژوئن ۱۹۶۳) ورزشکار کرلینگ اهل دانمارک است.